# Католицизм в Тринидаде и Тобаго
Католицизм в Тринидаде и Тобаго — Римско-Католическая Церковь в Тринидаде и Тобаго является частью всемирной Католической церкви. Численность католиков в Тринидаде и Тобаго составляет около 383 тысяч человек (около 26 % от общей численности населения).

## История
Католическая церковь на острове Тринидад присутствует с XV века, когда сюда прибыли первые миссионеры из монашеских орденов доминиканцев и францисканцев. В 1516 году на Тринидаде была основана территориальное аббатство, которое стала первой католической церковной структурой в Тринидаде и Тобаго. Территориальное аббатство прекратило существовать в 1650 году. В 1672 году Тринидад и прилегающие острова были включены в состав епархии Пуэрто-Рико и в 1790 году — в состав епархии Санто-Томаса в Гайане.
В 1797 году Тринидад перешёл под контроль Великобритании. В 1818 году на Тринидаде была создана собственная католическая структура Апостольский викариат Тринидада, который 30 апреля 1850 года был возведён в ранг архиепархии. Только с 1864 года на Тринидаде началась постоянная миссионерская деятельность Католической церкви. До этого времени на острове уже существовали жизнеспособные и многочисленные англиканские и методистские общины. В истории местной католической общины сохранилось имя Екатерины Крейдж, которая стала первым жителем Тринидада, принявшей 5 марта 1870 года крещение в Католической церкви.

## Структура
В настоящее время территория Тринидада и Тобаго входит в состав архиепархии Порт-оф-Спейна, которая является членом Конференции католических епископов Антильских островов. В стране действуют 61 приход. В Порт-оф-Спейне находится кафедральный собор Непорочного Зачатия Пресвятой Девы Марии, который является малой базиликой.

## Нунции
23 июля 1978 года Римский папа Павел VI выпустил бреве «Commune omnium bonum», которой учредил в Тринидаде и Тобаго апостольскую нунциатуру. В настоящее время в Порт-оф-Спейне находится резиденция нунция, юрисдикция которого распространяется на страны Антильских островов.
- Paul Fouad Tabet (9.02.1980 — 11.02.1984) — назначен апостольским про-нунцием в Белизе.
- Мануэл Монтейру де Каштру (25.04.1987 — 21.08.1990) — назначен апостольским нунцием в Эль-Сальвадоре;
- Eugenio Sbarbaro (7.08.1991 — 26.04.2000) — назначен апостольским нунцием в Сербии и Черногории;
- Emil Paul Tscherrig (20.01.2001 — 22.05.2004) — назначен апостольским нунцием в Корее;
- Thomas Edward Gullickson (20.12.2004 — 21.05.2011) — назначен апостольским нунцием на Украине;
- Nicola Girasoli (29.10.2011 — по настоящее время).